# 오가와역 (구마모토현)
오가와역(일본어: 小川駅)은 일본 구마모토현 우키시에 있는 규슈 여객철도 가고시마 본선의 역이다. 상대식 승강장 2면 2선의 구조를 지닌 지상역이다.

## 타는 곳
| 1 | ■ 가고시마 본선 | (하행) | 야쓰시로 방면 |
| 2 | ■ 가고시마 본선 | (상행) | 구마모토 방면 |

## 역 주변
- 이온 몰 우키 밸류
- 우키 시청 오가와 지소

## 인접 정차역
| 규슈 여객철도 가고시마 본선 | 규슈 여객철도 가고시마 본선     | 규슈 여객철도 가고시마 본선 |
| --------------------------- | ------------------------------- | --------------------------- |
| 마쓰바세 아라오 방면        | ■ 쾌속 '구마모토 라이너' ■ 보통 | 아리사 야쓰시로 방면        |